# Ranenți, Kiustendil
Ranenți (în bulgară Раненци) este un sat în comuna Kiustendil, regiunea Kiustendil,  Bulgaria. 

## Demografie
Componența etnică a satului Ranenți
     Bulgari (99,26%)
     Nicio identificare (0,73%)
     Altele (0%)
La recensământul din 2011, populația satului Ranenți era de 136 locuitori. Din punct de vedere etnic, majoritatea locuitorilor (99,26%) erau bulgari. Pentru 0,73% din locuitori nu este cunoscută apartenența etnică.